# Smart Lander for Investigating Moon
De Smart Lander for Investigating Moon of kortweg SLIM is een onbemande maanlandermissie van het Japanse ruimteagentschap JAXA. De lancering was op 6 september 2023 (lokaal 7 september) met een Japanse H-IIA-raket van Mitsubishi Heavy Industries, die ook de Japans-Amerikaanse ruimtetelescoop XRISM aan boord had. Op 19 januari 2024 werd Japan met SLIM het vijfde land dat een succesvolle landing op de Maan uitvoerde. De missie slaagde in zijn hoofddoel om tot op 100 meter nauwkeurig volgens plan te landen. Echter was de maanlander in de verkeerde richting geland en staat hij niet op zijn poten waardoor de zonnepanelen initieel de batterij niet konden heropladen. Pas op 28 januari kon SLIM beginnen met zijn geplande onderzoeken.

## Doel
JAXA wilde hun SLIM-maanlander tot op 100 meter nauwkeurig van de beoogde landingsplaats laten landen en gaf het daarom de bijnaam "moon sniper", vrij vertaald: een scherpschutter op de maan. Eerdere maanlanders weken kilometers af van hun geplande landingsdoel. Uit metingsgegevens na de landing bleek dat SLIM op ongeveer 55 meter volgens plan geland was.
Nauwkeuriger landen biedt toekomstperspectieven voor ruimtemissies naar kleinere planetoïden, het landen op oneffen terrein of op zeer specifieke locaties. Bemande ruimtemissies zouden ook gerichter kunnen landen vlak bij een ruimtebasis op de maan of Mars bijvoorbeeld.

## Geschiedenis

### Ontwikkeling
Om SLIM nauwkeurig te laten landen is het een relatief lichte en kleine kubusvormige maanlander van zo'n 2,5 meter groot en 200 kilogram zwaar geworden. Er zijn twee navigatiecamera's aan boord, een krachtige computer, radartechnologie en technologie om obstakels te detecteren. Er zijn ook twee mini-maanwagens aan boord, de robotjes LEV-1 en LEV-2. LEV staat voor "Lunar Excursion Vehicle". Beide zijn ongeveer zo groot als een honkbal.

### Vlucht
Driemaal werd een voorziene lancering eind augustus 2023 geannuleerd door slechte weersomstandigheden. Op 6 september om 2342 UTC kwam het wel tot een lancering vanaf het Japanse Tanegashima Space Center.
Na ruim drie kwartier werd de lander losgekoppeld van de raket. Het plan was dat de vlucht naar de maan 3 à 4 maanden zou duren. Op 25 december 2023 kwam de lander in een baan rond de maan.

### Landing

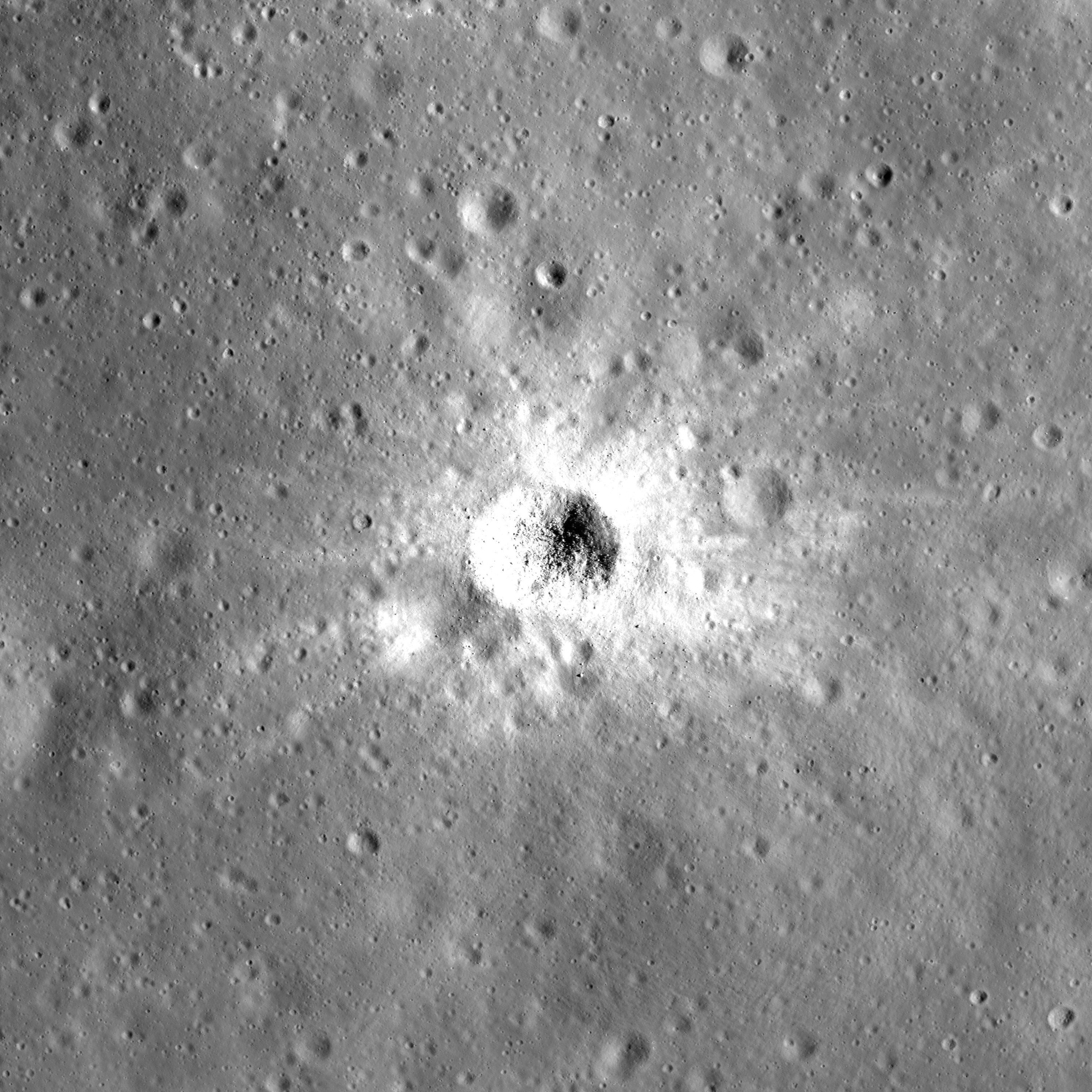
De Shioli-krater op de maan (2021)

Na ongeveer een maand in een baan om de Maan zette SLIM op 19 januari 2024 om 1500 UTC de daling in naar het maanoppervlak, om na 20 minuten afdalen te landen in de 300 meter brede Shioli-krater (13.3°Z, 25.2°O) nabij de noordwestelijke rand van Mare Nectaris.
De zachte landing was succesvol; om 15:20:03 UTC raakte de lander het maanoppervlak. 
Een uur na de landing begon JAXA meer data van SLIM te ontvangen waaruit bleek dat de zonnepanelen niet actief waren en dat de accu leeg begon te lopen. JAXA moest de maanlander uitschakelen om energie te sparen. Al snel werd duidelijk dat de oriëntatie van de zonnepanelen niet richting de zon was.
De maanwagentjes LEV-1 en LEV-2 verlieten SLIM juist voor de landing en zijn operationeel. Onder meer de communicatie tussen de maanrobotjes en JAXA werkt. LEV-2 schoof uit elkaar in twee helften zodat het kon rondrijden om onderzoeken uit te kunnen voeren.
De lander is zo ontworpen dat hij in de eindfase van de landing een kanteling zou moeten maken waarbij eerst de achterste landingspoten op de maanbodem contact maken en een fractie daarna ook de voorste poten. De zijkant met de zonnepanelen zou zo schuin naar boven moeten wijzen. Ideaal voor het opvangen van zonnestralen. Echter op foto's van de maanwagentjes staat SLIM niet op zijn poten, maar ligt scheef op zijn neus en is de oriëntatie van de zonnepanelen verkeerd - naar het westen gericht - waardoor ze amper werken. Waarschijnlijke oorzaak was het te vroeg uitvallen van een van de twee motoren kort voor de landing.

### Onderzoek
Op 1 februari 2024 gaat de zon onder aan de landingsplaats en begint er een maannacht voor de maanlander, die ongeveer 14 dagen zal duren. Het zonlicht verandert geleidelijk van richting naar dat moment toe waardoor SLIM sinds 28 januari toch zonnestralen kan opvangen en operationeel zijn. Onder meer de multispectrale camera (MBC) van de maanlander onderzoekt nu de samenstelling van gesteenten in de buurt van de landingsplaats. JAXA heeft vooropgesteld dat SLIM na de maannacht niet meer zal werken.
In de nacht van 25 op 26 februari 2024 werd een signaal naar SLIM verstuurd en stuurde deze een signaal terug. Hieruit bleek dat deze de maannacht had doorstaan en nog werkte. De nacht op de maan overleven zonder gebruikt te maken van een  radioisotope heater unit is voorheen enkel gelukt bij een aantal landers uit het Surveyorprogramma.
Op 28 maart 2024 reageerde SLIM na een tweede maannacht op een signaal van de aarde en stuurde nieuwe foto’s en telemetry door. Daaruit bleek dat een paar temperatuursensors en een deel van de batterij tijdens de nacht vorstschade hadden opgelopen.
Op 23 april 2024, na e derde maannacht zond SLIM opnieuw foto’s naar de aarde. JAXA meldde dat het van plan was om eind mei opnieuw contact te maken nadat SLIM de gelegenheid had om zijn batterijen op te laden.